# تينام بيه2002 سييرا
تينام بيه2002 سييرا (بالإنجليزية: Tecnam P2002 Sierra)‏ هي طائرة خفيفة ذات مقعدين، وباجنحة منخفضة، تصنع من قبل تينام، وهي مبنية من الألومنيوم وتدفع بمحرك واحد من نوع روتاكس 912 بقوة 100 حصان (75 كيلوواط)100 حصان (75 كـو). تتميز الطائرة بوجود قبة (غطاء مقصورة القيادة) منزلقة والتي يمكن فتحها في أثناء الطيران.

## المتغيرات
P2002 JF
P2002 JR
P2002 EA
P2002 RG

## مشغلون
يتم تشغيل P2002 في الغالب من قبل الأفراد ومدارس الطيران. .

## مواصفات
الخصائص العامة
- الطاقم: 1
- السعة: 1 pilot and 1 passenger
- الطول: 21 ft 7 in (6.6 m)
- باع الجناح: 29 ft 6 in (9 m)
- الارتفاع: 7 ft 6 in (2.3 m)
- مساحة الجناح : 124 ft² (11.5 m²)
- الوزن فارغة: 730 lb (331 kg)
- وزن الإقلاع الأقصى: 1,320 lb (600 kg)
- محرك الطائرة: 1 × Rotax 912 S2, 100 hp (75 kW) at 5,800 rpm
- قطر المروحة: 5 ft 3 in (1.6 m)

الأداء
- لا تتجاوز سرعة: 157 knots (180 mph, 290 km/h)
- سرعة العبور: 122 knots (140 mph, 225 km/h)
- كفاءة الوقود: 5 US gal/h (18.5 L/h) of بنزين الطائرات

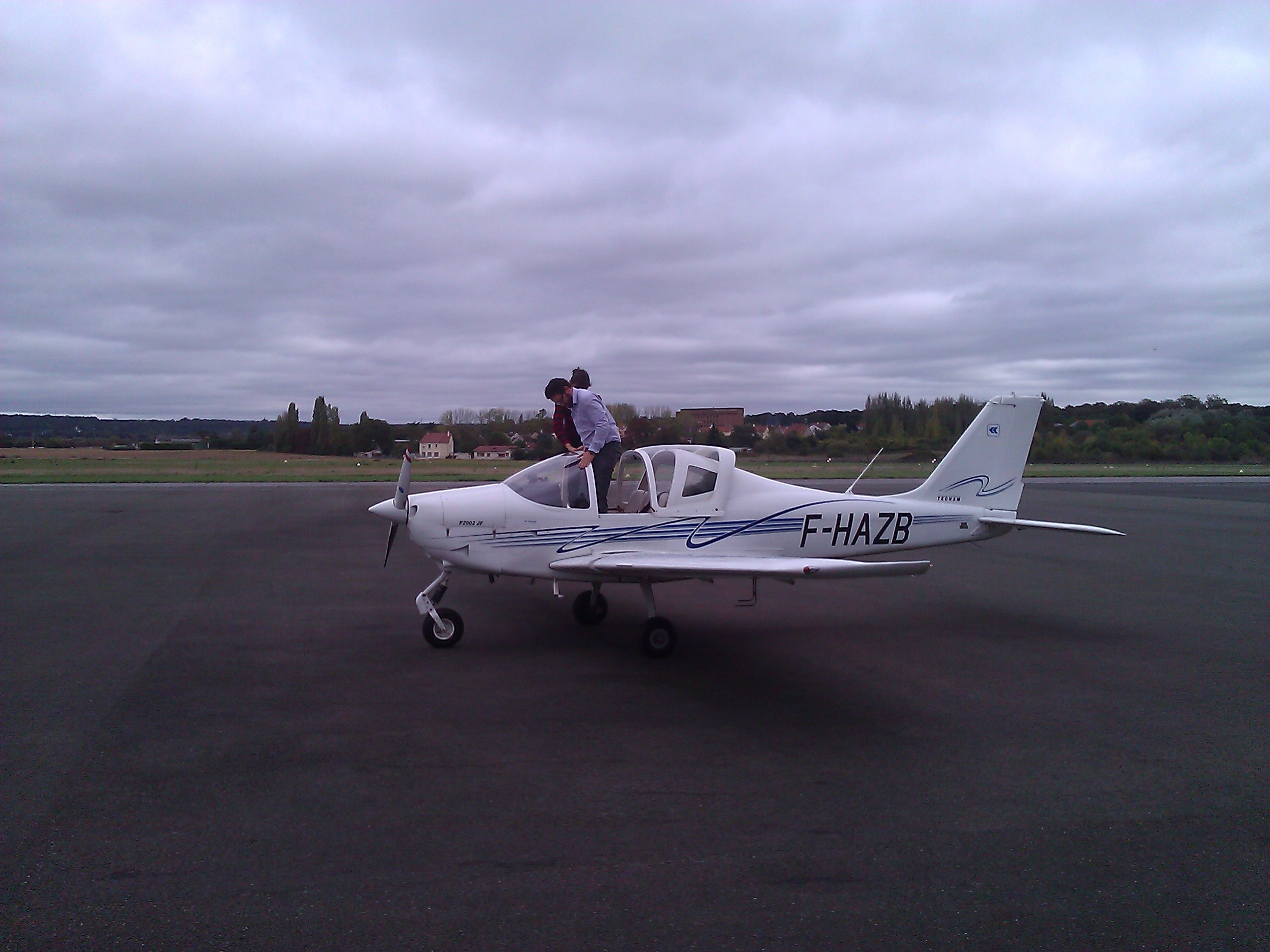
Tecnam P2002JF F-HAZB on the ground at Saint-Cyr L'Ecole (LFPZ), France

The retractable models can expect a cruise speed of around 10kts faster.